# P-14 (레이더)

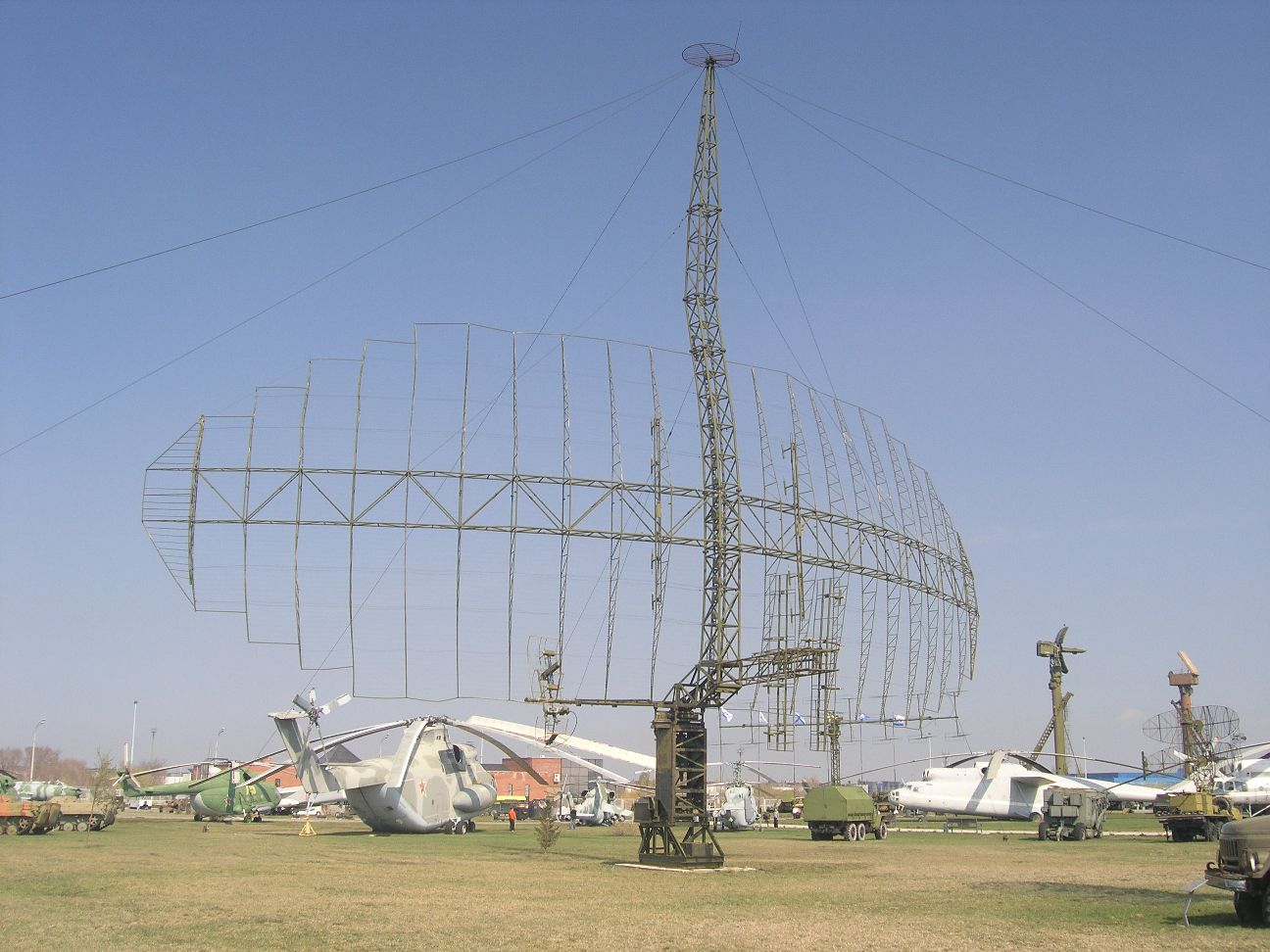
P-14 (레이다)

P-14는  소련이 개발한 지상 배치형 레이다로, 400 Km 거리를 탐지할 수 있는 2차원 조기경보레이다다.

## 개발
P-14 2D 조기 경보 레이더의 설계는 CPSU 중앙위원회의 법령에 따라 1955년에 시작되었다. P-14는 소련이 개발한 최초의 고출력 VHF 레이더였으며, 레이더 테스트 프로그램이 성공적으로 완료된 후 1959년에 운용이 승인되었다. P-14는 V.I. 오브시안니코프의 지시에 따라 개발되었다. SKB 설계국에서 개발된 것으로, 현재 NNIIRT(Nizhny Novgorod Research Institute of Radio Engineering)의 전신인 블라디미르 레닌의 이름을 딴 공장 197호의 부서이다. 개발팀은 P-14 레이더 개발로 1960년 소련으로부터 레닌상을 받았다.
P-14는 수출되었으며 때때로 여전히 운용되고 있다. 여러 회사에서는 오래된 구성 요소를 디지털 MTI, 최신 PC 기반 신호 처리/디스플레이 및 솔리드 스테이트 구성 요소와 같은 최신 시스템으로 교체하는 것을 포함하여 시스템에 대한 업그레이드 옵션을 제공했다. P-14는 1982년에 55G6 "네보"(Nebo) VHF 감시 레이더로 대체되었다.